# Ansitz Weißenheim

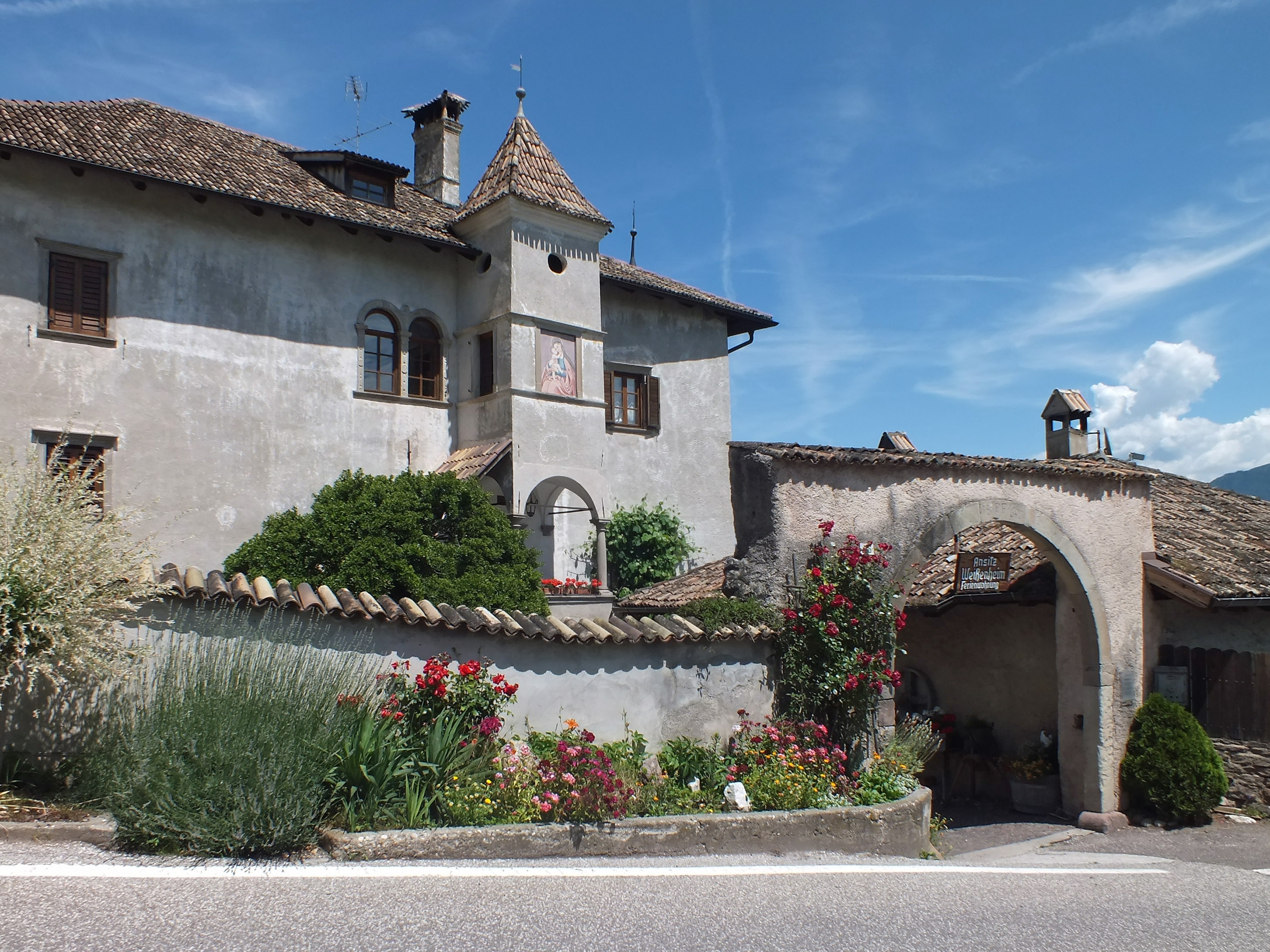
Ansitz Weißenheim

Weißenheim ist ein Ansitz in Berg, einer Fraktion der Gemeinde Eppan in Südtirol.

## Geschichte
Das im Kern mittelalterliche Gebäude war ursprünglich ein Weingut, das Ende des 16. Jahrhunderts erweitert wurde. Wie aus der Jahreszahl über dem Tor hervorgeht, wurde der Hof 1660 zu einem Edelsitz umgebaut. Eigentümer waren in der zweiten Hälfte des 17. Jahrhunderts die Franzin Freiherren von Zinnenberg, die den Namen Weißenheim als Prädikat führten. Ferner besaß das Geschlecht in Berg den Ansitz Zinnenberg. Nachdem die Familie Mitte des 18. Jahrhunderts erlosch, folgten die Grafen von Lodron. Im 19. Jahrhundert gelangte der Hof in bäuerliche Hände. Seit 1948 befindet sich das Anwesen im Besitz der Familie Giuliani. Am 6. Juli 1951 wurde Weißenheim unter Denkmalschutz gestellt. Der Hof dient heute als Ferienunterkunft.

## Beschreibung
Der Ansitz im Überetscher Stil besitzt einen Erker, ein Doppelbogen- und steingerahmte Rechteckfenster sowie eine Freitreppe mit Loggia.